# Hippokoon (König von Sparta)
Hippokoon (altgriechisch Ἱπποκόων Hippokóōn, deutsch ‚der Pferdekenner‘) war in der griechischen Mythologie der älteste Sohn des Oibalos, des Königs von Sparta, und der Nymphe Bateia.

## Thronbesteigung
Nach Oibalos Tod hatte zunächst Hippokoons Halbbruder Tyndareos den Thron von Sparta bestiegen. Er begründete dies damit, dass seine Mutter Gorgophone (Tochter des Perseus) die eigentliche Gattin des Oibalos und Bateia nur eine Nebenfrau gewesen sei. Kurze Zeit später vertrieb Hippokoon jedoch Tyndareos und dessen Bruder Ikarios aus der Heimat und übernahm als ältester Sohn rechtmäßig, so wie er meinte, die Regierung. Nach der Bibliotheke des Apollodor waren alle drei Söhne der Bateia und Tyndareos der älteste, also der rechtmäßige Thronfolger.

## Familie
Hippokoon zeugte zwanzig Söhne, die sogenannten Hippokoontiden, deren Namen jedoch nicht alle überliefert sind: Dorykleus, Skaios, Enarophoros, Euteiches, Bukolos, Lykaithos, Tebros, Hippothoos, Eurytos, Hippokorystes, Alkinoos, Alkon, Dorkeus, Enaraiphoros, Sebros, Alkimos, Eumedes und Enarsphoros.

## Kampf mit Herakles
Als Oionos, der Sohn des Likymnios und Freund des Herakles, nach Sparta kam und vor dem Palast des Hippokoon stand, stürzte ihm ein molottischer Schäferhund entgegen. Oionos warf mit einem Stein nach dem Tier und tötete es so. Hierfür wurde er von den Söhnen des Hippokoon erschlagen. Der aufgebrachte Herakles forderte sie zum Kampf, wurde jedoch verwundet und zog sich zurück. Sein Halbbruder Iphikles starb in diesem Kampfe.
Nachdem Herakles Iphitos im Wahn getötet hatte, kam er zu Hippokoon, wurde jedoch nicht von diesem von dieser Tat gereinigt. Auch Neleus verweigerte die Reinigung, weshalb Herakles gegen Neleus in den Krieg zog. Die Söhne des Hippokoon eilten Neleus zu Hilfe, doch konnten sie dessen Niederlage nicht verhindern.
Die Tötung des Oionos, die verweigerte Reinigung, die Unterstützung des Neleus und die Tötung seines Halbbruders waren für Herakles Grund genug, gegen Hippokoon in den Krieg zu ziehen. Er eroberte  Sparta und tötete Hippokoon und seine Söhne und gab die Regierung an Tyndareos zurück.